# Boris Schröder
Boris Schröder (Boris Schröder-Esselbach; * 1968) ist ein deutscher Geoökologe und Professor für Pflanzenökologie an der TU Berlin.
Schröder absolvierte seinen Zivildienst von 1988 bis 1990 in der Stiftung Ummeln, Bielefeld-Ummeln. Von 1990 bis 1997 studierte er Geoökologie an der TU Braunschweig. Ab 1991 belegte er auch Philosophie in Braunschweig. Er promovierte in Braunschweig bei Otto Richter im BMBF-Projekt „Ecosystem management of fens – Land use models for the development and assessment of management for species and habitat conservation in fens“.
Nach seiner Dissertation waren die Universität Oldenburg (Michael Kleyer), die University of Sheffield, Biodiversity & Macroecology Group (KJ Gaston) und die Geoökologie der Universität Potsdam, (AG Leiter Quantitative Landscape Ecology Group) Stationen seiner „Lehr- und Wanderjahre“. 2008 wurde er nach verschiedenen Rufen als W2-Professor schließlich Professor an der TU München. Ab 2013 leitete er die Abteilung Umweltsystemanalyse am Institut für Geoökologie der TU Braunschweig. Seit 2023 leitet er das Fachgebiet Pflanzenökologie an der TU Berlin.
Schröder forscht und lehrt zu Themen der Biogeographie, Makroökologie und Ökosystemfunktionen- und Leistungen. Seine Lehrveranstaltungen finden zu landschaftsökologischen Themen, zur Ökologischen Modellbildung und zur Geoökologie statt.

## Publikationen
Schröder veröffentlichte bisher über 60 Fachartikel (2012), unter anderem:
- T. Häring, B. Reger, J. Ewald, T. Hothorn, B. Schröder: Predicting Ellenberg's Soil Moisture Indicator Value in the Bavarian Alps Using Additive Georegression. In: Applied Vegetation Science. Band 16, Nr. 1, 2013, S. 110–121. doi:10.1111/j.1654-109X.2012.01210.x
- C. F. Dormann, J. Elith, S. Bacher, C. Buchmann, G. Carl, G. Carré, J. R. García-Marquéz, B. Gruber, B. Lafourcade, P. J. Leitão, T. Münkemüller, C. McClean, P. Osborne, B. Reineking, B. Schröder, A. Skidmore, D. Zurell, S. Lautenbach: Collinearity: a review of methods to deal with it and a simulation study evaluating their performance. In: Ecography. Band 36, Nr. 1, Januar 2013, S. 27–46. doi:10.1111/j.1600-0587.2012.07348.x